# Bulbostylis micromucronata
Bulbostylis micromucronata är en halvgräsart som beskrevs av Paul Goetghebeur. Bulbostylis micromucronata ingår i släktet Bulbostylis och familjen halvgräs.
Artens utbredningsområde är Kongo-Kinshasa. Inga underarter finns listade i Catalogue of Life.